# 高氯酸铟(I)
高氯酸铟(I)是一种无机化合物，化学式为InClO4。

## 制备
将2mol·L-1的铟汞齐加入至0.1mol·L-1的高氯酸银的无水乙腈溶液中，震荡，真空挥发，可得高氯酸铟(I)。

## 安全
类似于硝酸铟(I)，高氯酸铟(I)不稳定，容易爆炸，操作时应在充有氮气的手套箱中小心、微量地操作。